# Riflessi di una venere marina: una guida al paesaggio di Rodi
Riflessi di una venere marina : una guida al paesaggio di Rodi è un saggio dello scrittore britannico Lawrence Durrell.

## Il libro
Nel 1945, riconquistata Rodi, gli Inglesi hanno bisogno di riorganizzare la pubblicazione di quotidiani sull'isola; Lawrence Durrell, che conosce bene la lingua del paese appreso nel periodo della giovinezza, viene scelto per questo compito. È combattuto dall'emozione e dal timore: gli orrori della guerra sembrano deturpare la bellezza della sua Grecia e sembrano inquinare i suoi ricordi.
Durrell ci conduce all'interno di una fitta rete di personaggi, prigionieri tedeschi, amministrazione fascista, feste di paese, visite ai monasteri e alle belle isole greche. La mente sembra essere rapita dal racconto della storia antica di Rodi, del suo Colosso, le fortune e i misfatti dei cavalieri dell'Ordine. 

## Edizioni
- Lawrence Durrell, Riflessi di una Venere marina, traduzione di Corbetta Luisa, Collana: Narratori Giunti, Giunti, 1993,  p. 240, EAN 9788809203303.